# Gabriel Ramírez Aznar
Gabriel Ramírez Aznar (4 de enero de 1938) es un pintor, historiador de cine y escritor de Mérida, Yucatán.

## Trayectoria artística
A los 17 años llega a la Ciudad de México, donde vivió hasta 1975. En 1959 comienza a pintar y realiza su primera exposición en 1965 en la Galería Juan Martín; en el mismo año participa en la IV Bienal de Jóvenes en París, Francia. Tres años después se convierte en miembro fundador del Salón Independiente. Ha participado en más de cincuenta exposiciones individuales y más de ochenta exposiciones colectivas. A la par de la pintura, este creador se desenvuelve como escritor e investigador de cine, entre su amplia bibliografía podemos mencionar: El Cine yucateco, editado por la Universidad Nacional Autónoma de México (1980) y Crónica del cine mudo mexicano, edición de la Cineteca Nacional (1989). Desde 1991 es Miembro del Consejo Consultivo de la Enciclopedia de Yucatán.

## Premios
Ha sido acreedor a diversos premios nacionales e internacionales, entre los que se encuentran:
- Premio Internacional de Dibuix "Joan Miró"(1972 y 1975 en Barcelona, España)
- Medalla Yucatán (1986)
- Beca del FONCA en su calidad de creador artístico (1989 y 1999)
- Premio Literario Antonio Mediz Bolio (1997) por La Cosa Cultural
- Medalla al Mérito Artístico del Instituto de Cultura de Yucatán (1998).

El 12 de febrero de 2020, recibe la Medalla Héctor Victoria Aguilar otorgada por el H. Congreso del Estado de Yucatán. Máxima distinción otorgada por el Congreso del Estado de Yucatán. 
La obra de Ramírez Aznar figura en colecciones y museos entre los que destacan: Museo de Bezabel (Jerusalén, Israel); la Casa de las Américas (La Habana, Cuba); el Museo de la Solidaridad Salvador Allende (Santiago, Chile); el Museo de la Revolución (Managua, Nicaragua); el Centro Cultural Alfa de Monterrey; el Museo Carrillo Gil; el Museo José Luis Cuevas; el Salón de la Plástica Mexicana; el Museo Universitario de Ciencias y Arte (MUCA); el Museo de Arte Contemporáneo de Monterrey y el Club de Industriales de México, entre otros. Por su parte el Museo Fernando García Ponce cuenta con una importante selección de sus obras y las reúne en una de sus salas permanentes, como un merecido homenaje y reconocimiento a sus aportaciones y trayectoria.

## Exposiciones individuales (selección)
- 1965 a 1969. Galería Juan Martín. México, D.F.
- 1972. Galería Pecanins, México, D.F.; Galería Arvil, México, D.F.; Galería Interni, México, D.F.
- 1973. Palacio Cantón. Mérida, Yucatán.
- 1975. Museo de Arte Contemporáneo. Bogotá, Colombia.
- 1976. Instituto Panameño de Arte. Panamá, Panamá.
- 1991. Artique International Des Moines. Iowa, EUA.
- 1998. Retrospectiva 1961-1997. Museo Fernando García Ponce.
- 1999. Cien dibujos 1991-1998. Museo Fernando García Ponce.
- 2000. Mexican Art Gallery. Consulado de México en Nueva York, EUA.

## Exposiciones colectivas (selección)
- 1965. IV Bienal de Jóvenes. París, Francia.
- 1966. Confrontación 66. Palacio de Bellas Artes. México, D.F.
- 1968. Nueve Pintores Mexicanos. Galería Juan Martín. México, D.F. I Salón Independiente. Museo Isidro Fabela. México, D.F.
- 1970. II Bienal de Arte Coltéjer. Medellín, Colombia.
- 1971. Murales Efímeros. Centro de Arte Moderno. Guadalajara, Jalisco.
- 1973. Instituto Cultural Mexicano. San Antonio, Texas.
- 1975. XIV Premio Internacional de Dibuix Joan Miró. Barcelona, España.
- 1976. Museo de L' Emporda, Art Contemporani Llatino-America. Barcelona, España.
- 1987. Siete de los setenta: Rojo, Ramírez, Von Gunten, García Ponce, Nissen, Felguérez, Cuevas. Galería Pecanins. México, D.F.
- 1988. Homenaje a Juan García Ponce. El Archivero. México, D.F.
- 1991. 30 siglos de Arte Mexicano. Los Ángeles, California. EUA.
- 1994. Inauguración del Museo Fernando García Ponce. Mérida, Yucatán.
- 1999. Homenaje al lápiz. Museo José Luis Cuevas (itinerante).
- 2001. Abstracción: transformación y no figuración (itinerante).La generación de la Ruptura. Museo de Arte Contemporáneo de Oaxaca; Museo de Arte Manuel Felguérez. Zacatecas, Zacatecas.